# Uferpark Überlingen

Der Uferpark stellt die Verbindung zwischen dem Bodenseeufer und den Molassefelsen her.

Der Uferpark ist eine etwa sechs Hektar große Grünfläche im westlichen Stadtgebiet von Überlingen. Der Park wurde im Rahmen der Landesgartenschau Überlingen 2020 geplant und nach einem Jahr Verzögerung aufgrund der COVID-19-Pandemie am 30. April 2021 eröffnet.
Auf der Fläche des Uferparks befand sich zuvor eine Gewerbe- und Campingplatzfläche. 2012 wurde zur landschaftsarchitektonischen Neugestaltung ein Wettbewerb durchgeführt, in dem das Konzept von relais Landschaftsarchitekten den ersten Preis erhielt. Die Jury hob hervor, dass der Entwurf „auf zurückhaltende Weise eine konsequente landschaftliche Transformation“ erreiche und das „entstehende Bild [...] in besonderer Weise die Nachbarschaft des Sees und der markanten Molassekante“ berücksichtige.
Der Park erstreckt sich östlich des Bahnhofs Überlingen-Therme und führt nach Westen bis zur Sylvesterkapelle im Überlinger Stadtteil Goldbach. Im Zuge der Parkgestaltung wurde die bestehende Ufermauer abgebrochen und eine strukturreiche Ufertopographie geschaffen, in der steile und flachere Bereiche abwechseln. Diese Öffnung zum Wasser wurde zum Initial für die bewegte Neumodellierung des Freiraums. Aufgrund des schmalen Parkgrundrisses zielt das Konzept darauf, Freiraumnutzung und ökologische Aufwertung des Ufers in Einklang zu bringen. So fördert die geschaffene Wechselwasserzone die Dynamik des Austauschs zwischen Wasser und Land und initiiert eine ortsspezifische ökologische Entwicklung. Der See gewinnt bei Hochwasser an Raum. Gleichzeitig bietet die Szenografie des Parks Raum zur kontemplativen und spielerischen Aneignung. Damit greift die Parkgestaltung aktuelle Themen des gesellschaftlichen Diskurses wie Klimawandel, Artenvielfalt und die Entwicklung von Ökosystemen auf und entwickelt daraus eine kulturlandschaftliche Perspektive.
Das Gestaltungskonzept zielt auf die Neuentdeckung von Vertrautem. Dazu werden Arten der Kulturlandschaft mit Vertretern einer „klassischen“ Parkästhetik kombiniert, wodurch der Park ein besonderes Erscheinungsbild gewinnt. So greifen verschiedene Strauchpflanzungen im Park motivisch die charakteristischen wärmeliebenden Gebüsche der Steilufer am Bodensee auf und kombinieren deren Arten mit diversen Schmuckgehölzen. Ein besonderes Entdeckungsfeld bietet ein Strandrasen mit ehemals verbreiteten Arten der Bodenseevegetation. Zu dieser Neubepflanzung des Ufers wurde in Zusammenarbeit der Planer mit der Arbeitsgruppe Bodenseeufer (AGBU) und dem Botanischen Garten Konstanz von der Stadtgärtnerei Überlingen autochthones Pflanzenmaterial vermehrt und ausgepflanzt.  Dabei handelt es sich u. a. um das durch seinen zartblauen Blühaspekt attraktive Bodensee-Vergissmeinnicht (Myosotis rehsteineri), die Strand-Schmiele (Deschampsia rhenana), den Europäischen Strandling (Littorella uniflora), den Ufer-Hahnenfuß (Ranunculus reptans), die Nadel-Sumpfbinse (Eleocharis acicularis), den Binsenlauch (Allium schoenoprasum) und die Stumpfkantige Hundsrauke (Erucastrum nasturtiifolium).